# Запрессовочный крепёж
Запрессовочный крепёж — широкий перечень крепёжных изделий, преимущественно с резьбой, которые посредством приложенной равномерной нагрузки запрессовываются в предварительно подготовленные отверстия листовых металлических заготовок, при этом материал заготовки пластически деформируется и затекает в специальные элементы конструкции крепёжных деталей.

## История
Первые запрессовочные крепежные элементы появились более полувека тому назад — само изобретение и первые промышленные образцы представил рынку американский инженер-конструктор Сванстром в 40-х годах прошлого века. Долгое время организованная г-ном Сванстромом компания Penn Engineering & Manufacturing Corp. единолично производила и продвигала на рынок запатентованные инновационные крепежные изделия для листовых материалов, сегодня известный как PEM-крепеж [,]. По окончании действия патентов новый запрессовочный крепеж начали производить и другие компании в Германии (Titgemeyer), Великобритании (TR Fastenings) и в последнее время, естественно, в Китае.

Такой крепеж имеет очевидные технические и экономические преимущества перед стандартными гайками, шайбами и винтами в случаях крепления тонколистовых материалов между собой или других конструкций к тонколистовым материалам. Благодаря этому запрессовочные гайки, шпильки, втулки, нетеряющиеся винты, стойки и другие изделия постепенно стали основной номенклатурой крепежных изделий для многих производственных предприятий в областях приборостроения (любые корпусные изделия компьютерной, телекоммуникационной и специальной техники), автомобилестроения, аэрокосмической техники. Постепенно сформировался независимый рынок оборудования для поточного производства запрессовочного крепежа и автоматизированной и ручной установки его в тонколистовой материал.

## В чем преимущества использования запрессовочного крепежа для листового металла?
Технические
- Прочное резьбовое соединение в тонколистовых материалах толщиной от 0,5мм (0,2’’)

В случаях работы с тонколистовыми заготовками использование крепежа для листового металла является единственным доступным вариантом, обеспечивающим надежное резьбовое соединение со значительной удерживающей способностью и повышенным сопротивлением кручению и отрыву.
- Повышенное сопротивление кручению и отрыву

Обеспечивается за счет затекания металла заготовки в специальные круговые канавки и зубчатые насечки детали в процессе пластической деформации.
- Монтаж заподлицо

После монтажа на лицевой стороне изделия отсутствуют выступающие части, что отменяет дополнительную обработку изделия.
Технологические
- Уменьшение номенклатуры крепежных элементов производимого изделия

Использование крепежа позволяет отказаться от дополнительных фиксирующих шайб и гаек в процессе окончательной сборки изделия.
- Уменьшение количества операций производства

При установке данного крепежа исчезает необходимость в проведении таких технологических операций, как зенковка отверстий заготовки и удаление заусенцев (в большинстве случаев существует жесткий запрет на проведение этих операций), повторное нарезание резьбы.
- Уменьшение себестоимости производимого изделия

В ряде случаев использование запрессовочного крепежа позволяет уменьшить толщину используемого листового металла, а также поменять материал на более дешевый и легкий в обработке. Дополнительно к уменьшению себестоимости, это позволяет уменьшить габариты и вес конечного изделия.
- Разделение и упрощение операций производства

Предварительная фиксация элемента крепления к одной из скрепляемых деталей упрощает и ускоряет операцию самого крепления.
Крепеж монтируется в металлическую заготовку с покрытием или предварительно окрашенную без повреждения покрытия или краски.
- Безопасность

Исключена потеря элементов крепления и неконтролируемое их попадание в прибор.
Основной недостаток запрессовочного крепежа — это ограничение его применения в случае повышенных нагрузок — увеличенного крутящего момента и усилия на разрыв. В таких случаях выбор останавливают на других видах крепежа для листового металла — развальцовочном и приварном.
К недостаткам использования запрессовочного крепежа можно отнести наличие дополнительной операции по его предварительному монтажу в тонколистовые панели, а именно — подготовка отверстий. Но этот факт уверенно нивелируется преимуществами выше, учитывая количество операций, от которых можно отказаться, используя данный крепеж. Также стоит отметить, что монтаж изделий осуществляется быстро и относительно легко — необходимым и достаточным условием является наличие любой сжимающей параллельно силы .

## Условия и ограничения для использования и установки запрессовочного крепежа в тонколистовые материалы
Производители запрессовочного крепежа настоятельно рекомендуют качественно отнестись к выбору используемого крепежа в соответствии со спецификацией и конструкторской документацией на изделие.
Перед серийным производством изделий с использованием запрессовочного крепежа необходимо провести технические испытания смонтированных образцов на соответствие всем критическим требованиям к конечному продукту.
Для надежного соединения запрессовываемого элемента в тонколистовой заготовке требуется выполнение следующих условий .
Для заготовки тонколистового металла:
- Толщина — от 0,5 мм (стандартно — от 0,7 мм) в зависимости от выбранного типа крепежа, для каждого из которых по спецификации существует значение минимальной толщины. В листы толщиной более 4 мм запрессовочный крепеж монтируется редко
- Твердость материала тонколистовой заготовки должна быть меньше твердости крепежного изделия

Все операции по обработке поверхности — анодирование, покрытие, окончательная обработка, покраска — должны быть проведены до установки крепежных изделий.
Для отверстия под крепеж:
- Отверстие для монтажа запрессовочных метизов может быть вырезано лазером, просверлено, пробито или отлито
- Диаметр отверстия должен соответствовать значению из спецификации с допуском +0,5 мм/ — 0 мм
- Нельзя проводить операции зенковки отверстий и снятия заусенцев (к тому же это увеличивает время и стоимость всей процедуры монтажа), так как удаляемый в этом случае материал заготовки также затекает в зубчатые насечки и круговую канавку запрессовываемых элементов в процессе монтажа, а следовательно дополнительно упрочняет соединение крепежного элемента и тонколистовой заготовки.
- Необходимо строго соблюдать расстояние между центром отверстия и краем листа, которое не должно быть меньше минимального значения указанного производителем в спецификации.

Для запрессовываемого элемента:
- Твердость материала запрессовываемого крепежного изделия должна быть больше твердости материала тонколистовой заготовки.
- Чем более жесткие допуски существуют по размерам рабочих частей запрессовочных крепежных элементов, таких как резьба и элементы фиксации соединения — юбка, круговая канавка, зубчатая насечка, тем лучшие рабочие характеристики соединения такой крепеж будет демонстрировать. Конкретные величины допусков зависят от размера и функциональности деталей изделия.

Для процедуры монтажа:
- Наличие параллельно сжимающей силы, то есть пресса любой конструкции и сложности. Для запрессовочного крепежа, в отличие от развальцовочных резьбовых бонок, используется стандартный плоский пуансон.
- Усилие запрессовки прикладывается плавно, чтобы вдавить запрессовываемые элементы крепежного изделия в отверстие заготовки. Любые ударные нагрузки использовать категорически запрещено — в этом случае не будет затекания материала листового металла в канавку и зубчатую насечку крепежного элемента, а значит и надежного соединения.
- Пресс должен иметь регулировку сжимающего усилия, значения которой отличаются для крепежных элементов разных типов и размеров.

Основные виды запрессовочного крепежа по форме — запрессовочные гайки — стандартная, заподлицо, с плавающей резьбой, самопрошивная для печатных плат; запрессовочная резьбовая шпилька; запрессовочная втулка с шестигранной головкой — с глухой резьбой  и сквозной резьбой; резьбовая шпилька для печатных плат, резьбовая втулка для печатных плат.
Основные виды запрессовочного крепежа по применениям — для листового металла и для печатных плат. Отличаются элементами конструкции и материалом. Запрессовочный крепеж для листового металла имеет низкую круговую канавку, препятствующую провороту крепежного элемента, изготавливается из нержавеющей стали, стали без покрытия и с гальванической оцинковкой. Запрессовочный крепеж для печатных плат, который также называют самопрошивным/самопрошивочным (self-broaching), имеет цилиндрическую насечку, за счет которой
Основные виды запрессовочного крепежа по материалу изготовления — из нержавеющих сталей AISI серии 300 (стандартные позиции) и AISI серии 400 (упрочненные стали для запрессовки в листы из нержавеюбщих сталей), из стандартных конструкционных сталей без покрытия, с оцинковкой, с оловянным покрытием (луженая сталь) из латуни.